# San Francisco Chronicle
San Francisco Chronicle jsou noviny primárně vycházející v San Francisku. Byly založeny v lednu 1865 pod názvem The Daily Dramatic Chronicle bratry Charlesem de Youngem a Michaelem H. de Youngem.
Noviny několikrát získaly Pulitzerovu cenu a to především díky sloupkařské posile jménem Herb Caen. Vycházejí sedm dní v týdnu, přičemž každý den vedle hlavních zpráv mají jiné zaměření.